# Sumter (Caroline du Sud)
Pour les articles homonymes, voir Sumter.
La ville de Sumter est le siège du comté de Sumter, situé en Caroline du Sud, aux États-Unis. Elle comptait 59 180 habitants en 2008.

## Personnalités liées à la commune
- Inez Nathaniel Walker, artiste.